# تپه قیطاسی
تپه قیطاسی مربوط به دوران‌های تاریخی پس از اسلام است و در شهرستان سنقر، بخش مرکزی، روستای ده حمزه واقع شده و این اثر در تاریخ ۱۱ مرداد ۱۳۸۴ با شمارهٔ ثبت ۱۲۴۵۹ به‌عنوان یکی از آثار ملی ایران به ثبت رسیده است.